# Roeien op de Olympische Zomerspelen 2020 – dubbel-twee mannen
De dubbeltwee voor mannen bij het roeien op de Olympische Zomerspelen 2020 vond plaats van 23 tot en met 30 juli 2021 op de Sea Forest Waterway in Tokio. 

## Kwalificatie
| Toernooi                                      | Datum                          | Locatie    | Plaatsen | Gekwalificeerd   | Geselecteerde roeiers              |
| --------------------------------------------- | ------------------------------ | ---------- | -------- | ---------------- | ---------------------------------- |
| Wereldkampioenschappen 2019                   | 25 augustus – 1 september 2019 | Ottensheim | 11       | China            | Liu Zhiyu Zhang Liang              |
| Wereldkampioenschappen 2019                   | 25 augustus – 1 september 2019 | Ottensheim | 11       | Ierland          | Philip Doyle Ronan Byrne           |
| Wereldkampioenschappen 2019                   | 25 augustus – 1 september 2019 | Ottensheim | 11       | Polen            | Mirosław Ziętarski Mateusz Biskup  |
| Wereldkampioenschappen 2019                   | 25 augustus – 1 september 2019 | Ottensheim | 11       | Roemenië         | Ioan Prundeanu Marian Enache       |
| Wereldkampioenschappen 2019                   | 25 augustus – 1 september 2019 | Ottensheim | 11       | Zwitserland      | Roman Röösli Barnabé Delarze       |
| Wereldkampioenschappen 2019                   | 25 augustus – 1 september 2019 | Ottensheim | 11       | Groot-Brittannië | John Collins Graeme Thomas         |
| Wereldkampioenschappen 2019                   | 25 augustus – 1 september 2019 | Ottensheim | 11       | Nederland        | Melvin Twellaar Stef Broenink      |
| Wereldkampioenschappen 2019                   | 25 augustus – 1 september 2019 | Ottensheim | 11       | Nieuw-Zeeland    | Chris Harris Jack Lopas            |
| Wereldkampioenschappen 2019                   | 25 augustus – 1 september 2019 | Ottensheim | 11       | Frankrijk        | Matthieu Androdias Hugo Boucheron  |
| Wereldkampioenschappen 2019                   | 25 augustus – 1 september 2019 | Ottensheim | 11       | Duitsland        | Stephan Krüger Marc Weber          |
| Wereldkampioenschappen 2019                   | 25 augustus – 1 september 2019 | Ottensheim | 11       | Litouwen         | Saulius Ritter Aurimas Adomavičius |
| Internationaal olympisch kwalificatietoernooi | 16 – 18 mei 2021               | Luzern     | 2        | Russische ploeg  | Ilya Kondratyev Andrey Potapkin    |
| Internationaal olympisch kwalificatietoernooi | 16 – 18 mei 2021               | Luzern     | 2        | Tsjechië         | Jakub Podrazil Jan Cincibuch       |
| Totaal                                        |                                |            | 13       |                  |                                    |

## Programma
De competitie wordt georganiseerd over zes dagen.
Alle tijden zijn Japanse Standaardtijd (UTC+9)
| Datum                 | Tijd  | Ronde             |
| --------------------- | ----- | ----------------- |
| Vrijdag 23 juli 2021  | 10:30 | Series            |
| Zaterdag 24 juli 2021 | 9:10  | Herkansing        |
| Zondag 25 juli 2021   | 12:40 | Halve finales A/B |
| Woensdag 28 juli 2021 | 8:20  | Finale B          |
| Woensdag 28 juli 2021 | 9:30  | Finale A          |

## Resultaten

### Series
De eerste drie van iedere serie plaatsen zich voor de halve finale op zondag 25 juli 2021, alle anderen zijn veroordeeld tot de herkansing op zaterdag 24 juli 2021.

#### Serie 1
| Rang | Roeier                           | Land            | Tijd    | Baan |   |
| ---- | -------------------------------- | --------------- | ------- | ---- | - |
| 1    | Hugo Boucheron Mathieu Androdias | Frankrijk       | 6:10,45 | 4    | Q |
| 2    | Liu Zhiyu Liang Zhang            | China           | 6:11,55 | 1    | Q |
| 3    | Ilja Kondratev Andrej Protapkin  | Russische ploeg | 6:16,09 | 3    | Q |
| 4    | Stephan Krüger Marc Weber        | Duitsland       | 6:35,11 | 5    | H |
| 5    | Jakub Prodazil Jan Cincibuch     | Tsjechië        | 6:41,75 | 2    | H |

#### Serie 2
| Rang | Roeier                            | Land          | Tijd    | Baan |   |
| ---- | --------------------------------- | ------------- | ------- | ---- | - |
| 1    | Miroslaw Zietarski Mateusz Biskup | Polen         | 6:11,22 | 4    | Q |
| 2    | Barnabe Delarze Roman Röösli      | Zwitserland   | 6:11,24 | 1    | Q |
| 3    | Jack Lopas Christopher Harris     | Nieuw-Zeeland | 6:12,05 | 3    | Q |
| 4    | Ronan Byrne Philip Doyle          | Ierland       | 6:14,40 | 2    | H |

#### Serie 3
| Rang | Roeier                             | Land             | Tijd    | Baan |   |
| ---- | ---------------------------------- | ---------------- | ------- | ---- | - |
| 1    | Melvin Twellaar Stef Broenink      | Nederland        | 6:08,38 | 4    | Q |
| 2    | Graeme Thomas John Collins         | Groot-Brittannië | 6:12,80 | 2    | Q |
| 3    | Ioan Prundeanu Marian Enache       | Roemenië         | 6:13,62 | 3    | Q |
| 4    | Saulius Ritter Aurimas Adomavicius | Litouwen         | 6:23,08 | 1    | H |